# ثابت انحلال
في الكيمياء والكيمياء الحيوية والصيدلة ثابت الانحلال (ملاحظة 1) هو نوع من ثوابت التوازن يستخدم لوصف تفاعل كيميائي أو عملية عكوسية. وهو يعطي نسبة انحلال معقد، أو الملح إلى جزيئات أصغر، أو أيونات، أو جذور. ينشأ توازن في محلول بين عدد الجزيئات التي لم تنحل وعدد الجزيئات المتحللة المتفككة. ويمثل ثابت الانحلال بالرمز Kd.
ونفترض التفاعل الآتي:
{\displaystyle \mathrm {AB\ \rightleftharpoons \ A\ +\ B} }
ويحدد ثابت الانحلال Kd أين توجد الأغلبية، إلى اليمين أم إلي اليسار من المعادلة. وكلما زادت قيمة Kd كلما كانت التوازن في ناحية المشتقات المنحلة.
ويعرف ثابت الانحلال كالآتـي:
{\displaystyle K_{d}={c(A)\cdot c(B) \over c(AB)}}
ويعتمد ثابت الانحلال Kd على درجة الحرارة. كما أنه يعتمد أيضا على الضغط في الغازات. طبقا للمعادلة السابقة لدينا تفاعلين، وكل منهما يتصف بسرعة تفاعل: {\displaystyle k_{1}} لتفاعل الانحلال (من اليسار إلى اليمين) و {\displaystyle k_{-1}}
لتفاعل الترابط (من اليمين إلى اليسار) ويحسبان كالآتي:
{\displaystyle K_{d}={c(A)\cdot c(B) \over c(AB)}={k_{-1} \over k_{1}}}
تعبر الكميات (c(A و (c(B و (c(AB عن تركيزات المواد A و B و AB بالمول/لتر.
ويمكن صياغة تلك المعادلات في الحالة العامة، حالة مركب معقد كالآتي:
AxBy <=> xA + yB
تعبر هذه العملية العكوسية عن توازن بين المركب AxBy الموجود في محلول ومشتقاته المتحللة xA + yB . أي يكون معدل انحلال المركب (من اليسار إلى اليمين) مساويا لمعدل ترابط الجزيئات xA + yB لتكوين المركب مرة أخرى (من اليمين إلى اليسار).
يعرف ثابت الانحلال كالتالي:
Kd = [A]x×[B]y×[AxBy]-1
حيث تعبر الأقواس القائمة [A], [B], [AxBy] عن تركيزات A, B, AxBy بالترتيب.

## pK
ويطلق على اللوغاريتم السالب لثابت الانحلال قيمة pK, أي لو كانت K =0.001, تكون قيمة pK تساوي 3.

## تفاعلات حمض قاعدة
يعرف ثابت انحلال حمض (نزع بروتون حمض) بالرمزKa . الأحماض القوية، مثل: حمض الكبريتيك أو حمض الفوسفوريك لها ثوابت انحلال كبيرة (أي أن النحلال فيها كبيرا)، بينما الأحماض الضعيفة مثل حمض الخليك (حمض الأسيتيك) فلها ثابت انحلال صغير (قليلة الانحلال). ويمكن للجزيء أن يكون له عدة ثوايت انحلال، وهذا يعتمد على عدد البروتونات التي يمكن للجزيء أن يتخلى عنها. ويمكن تسمية الأحماض على أنها أحادية أو ثنائية أو ثلاثية فيما يختص بالتخلى عن الإلكترونات. فمثلا الأحادي مثل (حمض الأسيتيك أو الأمونيوم) له مجموعة واحدة انحلالية، والثنائي مثل (حمض الكربونيك، بيكربونات) لها مجموعتان انحلاليتان، بينما الثلاثي مثل (حمض الفوسفوريك) له ثلاثة مجموعات انحلالية. وفي حالة pK المتعددة يتم تمييزها كالتالي: pK1, pK2, pK3 وهكذا.
وبالنسبة للأحماض الأمينية، pK1 ترجع إلى مجموعة الكربوكسيل (-COOH)، وترجع pK2 إلى مجموعة الأمينو (NH3), بينما pK3 هي pK الخاصة بسلسلة الحمض الأميني الجانبية.

## أمثــــلة

### تفكك حراري لرابع أكسيد النيتروجين
يتحلل رابع أكسيد النيتروجين بالحرارة إلى ثاني أكسيد النيتروجين طبقا للتفاعل المتوازن:
{\displaystyle \mathrm {N_{2}O_{4}\ \rightleftharpoons \ 2NO_{2}} }
ويستخدم هذا التفاعل عمليا لاستعراض تغير ثابت التوازن عند درجات حرارة معتدلة حيث يحدث التوازن بسرعة. نفترض أبوبا يحتوي على رابع أكسيد النيتروجين/ثاني أكسيد النيتروجين. فعند وجود الأنبوب في حوض ماء دافيء يغلب اللون الأحمر البني المميز لثاني أكسيد النيتروجين.
وعندما نضع الأنبوب في حوض ماء بارد فيه ثلج يفقد الغاز الموجود في الأنبوب لونه الأحمر البني ويصبح عديم اللون. هذا معناه أن ثابت التوازن للنظام رابع أكسيد النيتروجين/ثاني أكسيد النيتروجين قد انزاح غلأى أغلبية رابع أكسيد النيتروجين.
ويمكن في تلك الحالة حساب ثابت التفكك (ثابت الانحلال) باستخدام الضغط الجزئي لكلا الغازين:
{\displaystyle K_{d}={p^{2}(NO_{2}) \over p(N_{2}O_{4})}}
ويعتمد ثابت الانحلال على درجة الحرارة T اعتمادا شديدا:
| T ، °C   | 0      | 8,7    | 25    | 35    | 45    | 50    | 86,5  | 101,5 | 130,8 |
| -------- | ------ | ------ | ----- | ----- | ----- | ----- | ----- | ----- | ----- |
| Kd (بار) | 0,0177 | 0,0374 | 0,174 | 0,302 | 0,628 | 0,863 | 7,499 | 16,18 | 59,43 |

### ثابت تفكك الماء
تتفكك (تتحلل) جزيئات الماء تلقائيا، ويعبر عن ثابت تحللها بالرمز Kw حيث ترمز w إلى كلمة water :
{\displaystyle K_{w}=[{\mbox{H}}^{+}][{\mbox{OH}}^{-}]}
تصاغ معادلة ثابت الانحلال هنا بهذه الطريقة المبسطة حيث جرى العرف على أن لا نأخذ تركيز الماء {\displaystyle \left[{\mbox{H}}_{2}{\mbox{O}}\right]}
في الحسبان (حيث هو أغلبية في أي محلول، أنظر ثابت التوازن).
ويتغير ثابت الانحلال Kw
بتغير درجة الحرارة كما يوضحه الجدول التالي، ولا بد من أخذ هذا التغير في الحسبان عند قياس كميات مثل الأس الهيدروجيني (الباهاء) pH بدقة لمحلول:
| درجة حرارة الماء | Kw / 10−14 | pKw   |
| ---------------- | ---------- | ----- |
| 0 °C             | 0.1        | 14.92 |
| 10 °C            | 0.3        | 14.52 |
| 18 °C            | 0.7        | 14.16 |
| 25 °C            | 1.2        | 13.92 |
| 30 °C            | 1.8        | 13.75 |
| 50 °C            | 8.0        | 13.10 |
| 60 °C            | 12.6       | 12.90 |
| 70 °C            | 21.2       | 12.67 |
| 80 °C            | 35         | 12.46 |
| 90 °C            | 53         | 12.28 |
| 100 °C           | 73         | 12.14 |

## هوامش
- (ملاحظة 1) ثابت الانحلال أو ثابت التأين يقابلها (بالإنجليزية: Dissociation constant)‏